# Lancia Esagamma

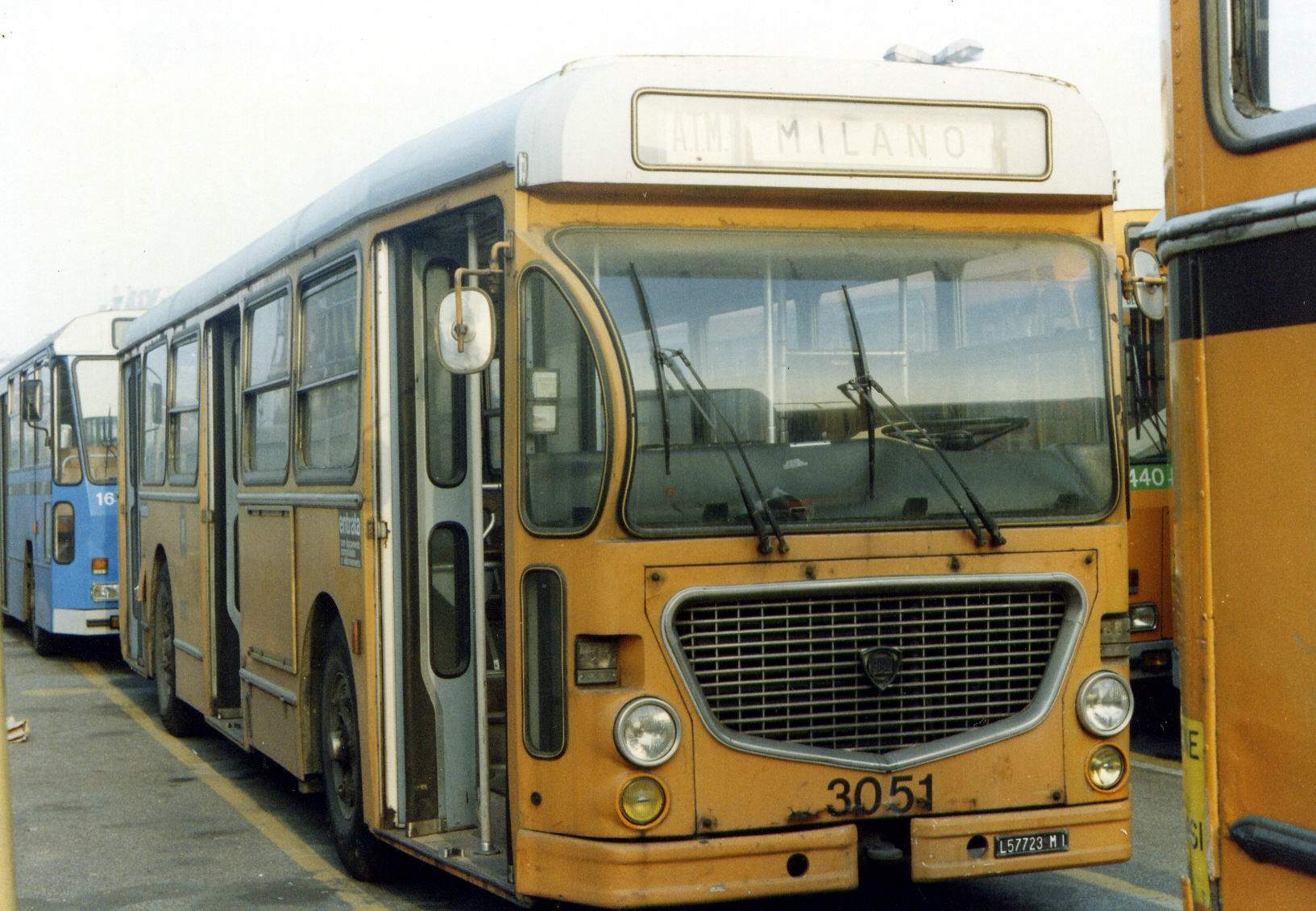
Autobus urbano Lancia Esagamma 718 Stanga, ATM n. 3051. in deposito

Il Lancia Esagamma è un modello di autocarro prodotto dalla divisione Lancia Veicoli Industriali, dal 1962 al 1971, nello Stabilimento Lancia di Bolzano.
Il nome indica il numero dei cilindri (ἕξ héx, generalmente reso in italiano come esa, in greco significa sei).

## Storia
l'Esagamma è stato l'ultimo veicolo industriale nella storia della casa automobilistica Lancia, ed ebbe tre versioni: 516, 519, 520.
Pensato per sostituire l'Esatau B, era un camion rivoluzionario, sia sotto il profilo tecnologico che del comfort di guida, grazie alla struttura progettata per le 19 tonnellate di massa a pieno carico, all'epoca vicina alla legalizzazione in molti paesi europei.
Il motore era un sei cilindri in linea da 10,5 litri con monoblocco in lega leggera, mentre il cambio era a 4 marce con sincronizzatori permissivi e riduttore a 2 rapporti, per un totale di 8 marce avanti e 2 retromarce.
Inizialmente fu commerciata solo la versione 516, ma nel 1966 debuttò anche la versione 519, denominata Esagamma nei mercati d'esportazione ed Esagamma E in Italia (la E indicava la versione studiata per i pesi da quell'anno in uso in Europa). Il modello era potenziato rispetto al 516, ed esternamente lo si riconosceva per alcune modifiche nei fari. Tale versione nasceva di base con guida a destra, ma poteva essere ordinato anche con l'opzione a guida sinistra.
A fine 1967, le versioni 516 e 519 cedettero il passo alla 520.
A fine 1969, la FIAT entrò in possesso della Lancia, rilevando contestualmente tutti i relativi impianti di produzione, compreso quello di Bolzano, dove veniva prodotto per l'appunto l'Esagamma, e fu subito evidente che la nuova proprietà non intendeva continuare la produzione di veicoli industriali Lancia, ritenuta troppo onerosa e in contrasto con quella dei marchi già da lei controllati, Fiat V.I. e OM. Così nel 1971 l'Esagamma fu ben presto tolto di produzione.
L'ultimo esemplare immatricolato fu un 520 stradale a 4 assi nel 1978.
La produzione non fu molto importante (6.648 esemplari) in appena nove anni di carriera, ma il modello venne esportato in diversi paesi: Austria, Belgio, Francia, Germania, Grecia, Jugoslavia, Paesi Bassi, Regno Unito, Spagna e anche in Cina, Libia e forse in Canada. Conoscendo largo impiego per molteplici scopi: veicolo da trasporto, da cantiere e persino autogrù.

## Versioni autobus
I telai dell'Esagamma vennero utilizzati con successo anche per la produzione di alcune serie di autobus, ad esempio nelle versioni granturismo 715 e urbana 718, carrozzato dalle maggiori imprese specializzate del periodo. 
Numerosi esemplari trovarono largo impiego presso alcune aziende italiane del trasporto pubblico locale, come l'ATM di Milano, l'AMT (Genova) fino al 1983 e l'ATAC di Roma, fino ai primi anni '90.

### Versione filobus
Un discreto numero di autotelai completi sono usciti da Bolzano per la  città di Porto (Portogallo) e carrozzati da una carrozzeria locale, sia in versione due piani che singola. Sono stati in servizio fino alla metà degli anni 90. Sullo stesso telaio e gruppi meccanici si doveva sviluppare un filobus per l'ATM di Milano, ma il cambio di proprietà della Lancia mise fine al progetto di Esagamma elettrico milanese.

## Motori
Tutti i motori degli Esagamma erano a 6 cilindri in linea e 24 valvole. Avevano un basamento in alluminio e cilindrata di 10521 centimetri cubi.
Versioni camion (motori verticali):
- 145 kW-187 cv per il 516
- 152 kW-207  CV per il 519
- 154 kW-209  CV per il 520
- 168 kW-228  CV, versione sovralimentata con turbocompressore Holset del 516

Versioni autobus (motori orizzontali):
- 138 kW-187  CV aspirato, sia per il granturismo 715 (716)  che per l'urbano 718
- 142 kW-193  CV aspirato per il 718 Cambio 4 rapporti telecomandato (sviluppato con l'ATM)
- 174 kW-237  CV sovralimentato per il 718 cambio automatico S.R.M (licenza OM)